# Brannenburg
Brannenburg ist eine Gemeinde im oberbayerischen Landkreis Rosenheim.

## Geographie

### Lage
Die Gemeinde liegt am nördlichen Alpenrand im Inntal auf 509 m ü. NHN, wenige Kilometer nördlich der Grenze zwischen Deutschland und Österreich am Fuße der Hochsalwand und des Riesenkopfes. Von Brannenburg aus fährt die Wendelsteinbahn auf den Wendelstein, einen der bekanntesten Berge Bayerns. Ebenfalls bekannt und insbesondere bei Motorradfahrern beliebt ist die mautpflichtige Tatzelwurm-/Sudelfeldstraße, die vorbei am Wasserfall Tatzelwurm nach Bayrischzell führt (Deutsche Alpenstraße).
Die Ortschaft befindet sich rund 15 km südlich von Rosenheim, 88 km westlich von Salzburg, 22 km nördlich von Kufstein, 28 km östlich von Miesbach sowie 70 km von München entfernt.
Nahe Skigebiete sind der Wendelstein (Brannenburg/Bayrischzell), das Sudelfeld (Bayrischzell/Oberaudorf) und das Hocheck (Oberaudorf).

### Topographie
Den Gemeindeteil Degerndorf dominiert die Biber, ein rund 40 m hohes, etwa 850 m langes und maximal etwa 400 m breites, sich Richtung Norden verjüngendes Nagelfluh-Massiv, gebildet während der letzten Eiszeit, der sogenannten Würmeiszeit, bei der Flussschotter, Kiese und Sande abgelagert, gepresst und durch kalkreiches Grundwasser ausgewaschen und verkittet wurden. Die dicht überwiegend mit Buchen und Kiefern bewaldete Erhebung hat durch den nachweislich seit Anfang des 10. Jahrhunderts betriebenen Abbau von Nagelfluh etwa nur noch 65 % ihrer ursprünglichen Größe. Anfänglich wurden Mahl- und Mühlsteine gebrochen, in den zurückliegenden Jahrhunderten war der Nagelfluh in der Umgebung ein begehrter Baustein: Relativ leicht, frostsicher und druckfest, bildet er beispielsweise das Fundament der Münchener Frauenkirche oder den Sockel des ältesten Hochhauses in München, des Alten Technischen Rathauses. Im Inntal wurden zahlreiche Bauern- und Wohnhäuser aus Nagelfluh errichtet. In Anbetracht der Einzigartigkeit des einschließlich der Steinbrüche mit etwa 0,24 km² Fläche größten Naturdenkmals Bayerns sind heute nur noch eingeschränkt Steinbrucharbeiten möglich; noch immer gibt es aber die drei Steinbrüche Huber, Feicht und Grad. Da der Nagelfluh in den vergangenen Jahrzehnten auch in die Tiefe abgebaut wurde, erheben sich im Bereich der Steinbrüche fast 50 m hohe Steilwände.
Auf der Biber befindet sich die frühbarocke Wallfahrtskirche St. Maria Magdalena. Sie wurde ab 1626 während des Dreißigjährigen Krieges von dem dort ansässigen Eremiten Johannes Schelle (überliefert ist auch der Name Hanns Schell) errichtet. 1664 erhielt sie ihr weitgehend noch heute bestehendes Aussehen. Der Kirchenbau ist nicht wie üblich nach Osten, sondern nach Südwesten ausgerichtet. Der zugehörige Kreuzweg entstand 1733 bis 1736 und ist bis auf wenige Änderungen im Originalzustand erhalten. In der Mitte des laut Bayerischem Landesamt für Denkmalpflege in Idee und Ausführung in Bayern einmaligen, an ostkirchliche Frömmigkeit gemahnenden Kreuzweges mit 15 Stationen befindet sich als XIV. Station eine Darstellung des Heiligen Grabes. Auch die vermutlich natürlich entstandenen Felshöhlen etwas unterhalb der Kirche, die dem Eremiten als Andachtsräume dienten, sind überwiegend noch erhalten. Bis ins frühe 19. Jahrhundert ist die Besiedelung der Biber nachgewiesen, 1813 verstarb der letzte Eremit.
Am Festplatz unterhalb der Kirche findet jährlich am Sonntag nach dem Namenstag der Heiligen Magdalena am 22. Juli das Magdalenenfest statt.

### Gemeindegliederung
Es gibt 39 Gemeindeteile (in Klammern ist der Siedlungstyp angegeben):
- Aich (Weiler)
- Altenburg (Einöde)
- Antritt (Weiler)
- Baumgarten (Einöde)
- Bichl (Weiler)
- Brannenburg (Pfarrdorf)
- Brunnthal (Einöde)
- Degerndorf am Inn (Pfarrdorf)
- Eiblwies (Einöde)
- Erlach (Weiler)
- Gembachau (Weiler)
- Gmain (Dorf)
- Gmain a.Inn (Weiler)
- Grießenbach (Dorf)
- Hinterkronberg (Einöde)
- Hinterleiten (Einöde)
- Höf (Weiler)
- Höllenstein (Einöde)
- Kirchbach (Weiler)
- Kogl (Einöde)
- Lechen (Einöde)
- Mail (Einöde)
- Milbing (Dorf)
- Mooseck (Einöde)
- Ried (Einöde)
- Sägmühle
- Sankt Margarethen (Kirchdorf)
- Schwaig (Weiler)
- Schwarzlack (Einöde mit Kirche)
- Schweinsteig (Einöde)
- Steg (Weiler)
- Steinberg (Einöde)
- Thann (Dorf)
- Tiefenbach (Dorf)
- Vorderkronberg (Einöde)
- Vorderleiten (Einöde)
- Wart (Einöde)
- Weidach (Dorf)
- Wiesenhausen (Weiler)

### Nachbargemeinden
| Bad Feilnbach | Raubling                                    | Neubeuern        |
| Fischbachau   | Kompassrose, die auf Nachbargemeinden zeigt | Nußdorf a.Inn    |
| Bayrischzell  | Oberaudorf                                  | Flintsbach a.Inn |

### Natur
Folgende Schutzgebiete berühren das Gemeindegebiet:
- Landschaftsschutzgebiet Inntal Süd (LSG-00595.01)
- Landschaftsschutzgebiet Inschutznahme von Landschaftsteilen des erweiterten Soinkargebietes in den Gemeinden Brannenburg, Flintsbach am Inn und Oberaudorf (LSG-00223.01)
- Landschaftsschutzgebiet Inschutznahme des sog. "Brandl", Ortsteil Degerndorf/Inn, Gemeinde Brannenburg (LSG-00118.01)
- Fauna-Flora-Habitat-Gebiet Moore um Raubling (8138-372)
- Fauna-Flora-Habitat-Gebiet Standortübungsplatz St. Margarethen/Brannenburg (8238-301)
- Geotop Nagelfluh der Biber (187A009)
- Geotop Wendelsteinhöhle (187H001)

## Geschichte

### Bis zur Gemeindegründung
Brannenburg wird erstmals zwischen 993 und 1000 urkundlich erwähnt. Der Name Brannenburg ist darauf zurückzuführen, dass man an dieser Stelle durch Brandrodung Platz für eine Ansiedlung schaffte (das Gemeindewappen weist noch heute darauf hin). Der Ort gehörte als geschlossene Ortschaft zu Schloss und Hofmark Brannenburg. Eine Adelsfamilie, die sich von Brannenburg (und ähnlich) nannte, ist im 14. Jahrhundert erloschen. Mit dem Gemeindeedikt von 1818 entstand die politische Gemeinde Brannenburg.

### 19. Jahrhundert
Im Jahr 1848 wurde das bis dahin bestehende Herrschaftsgericht aufgelöst.
Am Ende des 18. Jahrhunderts und in der ersten Hälfte des 19. Jahrhunderts beherbergte Brannenburg eine bedeutende Künstlerkolonie, u. a. mit den Malern Carl Rottmann, Carl Spitzweg und Wilhelm Busch.
Am 9. August 1851 ereignete sich ein Schrofen-Bergrutsch. Eine Mure riss in den folgenden Tagen mehrere Häuser im Ortsteil Gmain mit sich.
1858 erhielt Brannenburg Anschluss an die Eisenbahn. Am 5. August 1858 eröffnete die Königlich Bayerische Staats-Eisenbahn den Abschnitt Rosenheim-Kufstein der Bayerischen Maximiliansbahn.

### 20. Jahrhundert
Am 25. Mai 1912 nahm die Wendelsteinbahn, die älteste bayerische Zahnradbahn, ihren Betrieb auf. Die Talstation lag zunächst direkt neben der Bundesbahn-Station; 1961 wurde sie in den Gemeindeteil Waching zurückverlegt.
1935/36 wurde im Gemeindeteil Degerndorf (beim „Kreuzfeld“) von der Heeresbauverwaltung die Karfreit-Kaserne mit Bauhandwerkern aus Brannenburg-Degerndorf und den umliegenden Gemeinden errichtet. Die Garnison Brannenburg-Degerndorf beherbergte ab 1936 das 1. Bataillon des Gebirgsjägerregiments 100; während des Zweiten Weltkriegs lagen hier Ersatz- und Ausbildungstruppenteile.
Nach der Besatzungszeit (1945–1956, US- und britische Truppenteile) übernahm die Bundeswehr die Kaserne. Die Sanitätstruppenschule des Heeres, aus der letztendlich die Sanitätsakademie der Bundeswehr hervorging, wurde hier eröffnet. Mehr als 1000 Soldaten, vorwiegend Gebirgspioniere, und rund 200 Zivilbeschäftigte waren hier bis 2010 stationiert. Das Kasernenareal wurde anschließend von der Bundesregierung zur Konversion für zivile Zwecke freigegeben.

### Eingemeindungen
Im Zuge der Gebietsreform in Bayern wurde am 1. April 1971 die Gemeinde Degerndorf eingegliedert. Am 1. Januar 1978 kam im Zuge der Gemeindegebietsreform die Gemeinde Großbrannenberg hinzu.

### Einwohnerentwicklung
Zwischen 1988 und 2018 wuchs die Gemeinde von 4735 auf 6310 um 1575 Einwohner bzw. um 33,3 %.

## Religion
In der Gemeinde sind die römisch-katholische Kirche und die evangelische Kirche mit Kirchenbauten sowie die Zeugen Jehovas mit einem Königreichssaal vertreten.

## Politik

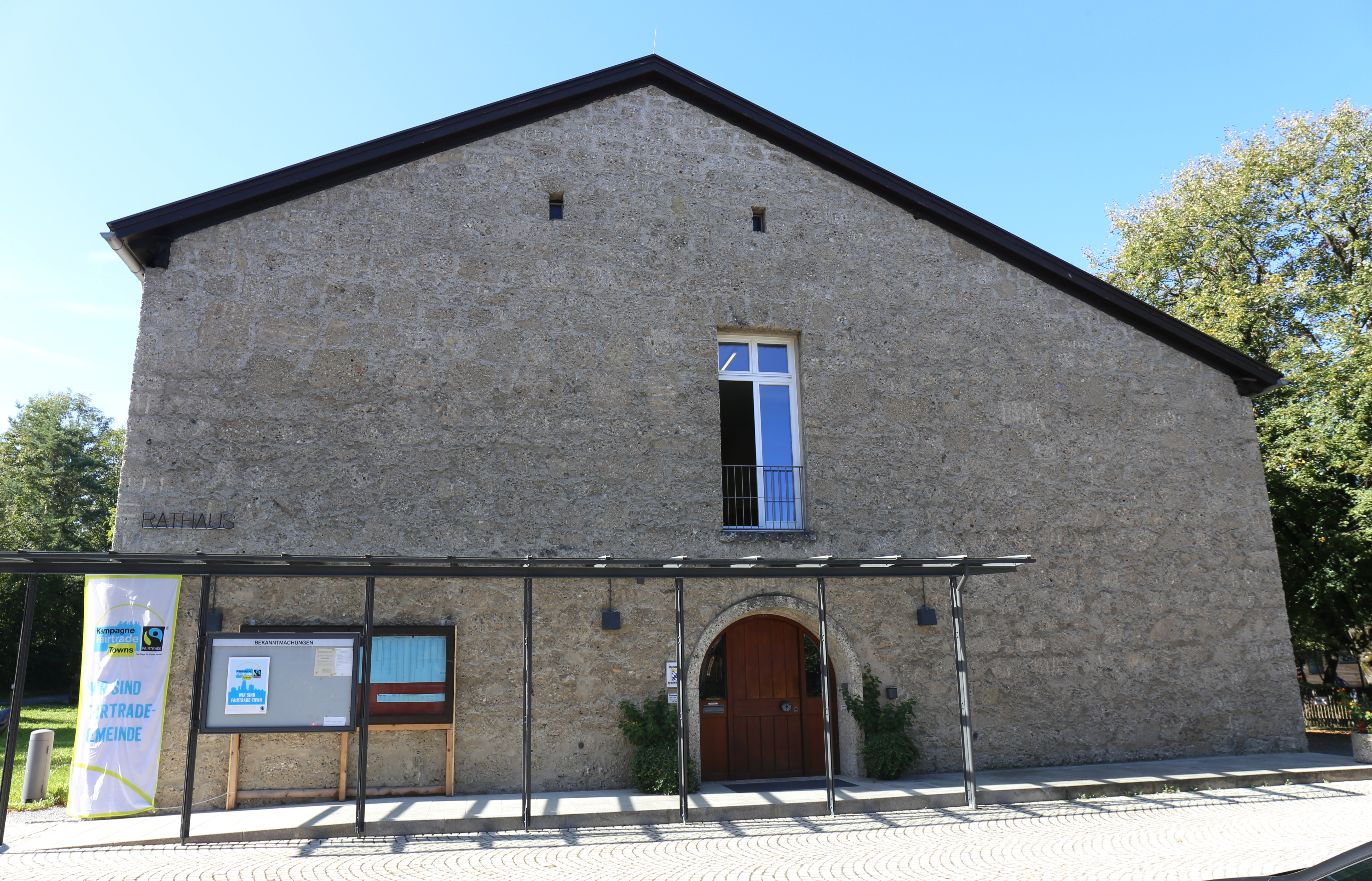
Rathaus Brannenburg

### Bürgermeister
Bürgermeister ist seit 2014 Matthias Jokisch (zunächst parteilos, seit Mai 2017 CSU). Vorgänger waren von 2008 bis 2014 Mathias Lederer (CSU) und bis 2008 Peter Gold.

### Gemeinderat
20 ehrenamtliche Gemeinderäte bilden mit dem hauptamtlichen Bürgermeister den Gemeinderat.
|                 | 2020 | 2014 | 2008 | 2002 |
| --------------- | ---- | ---- | ---- | ---- |
| Sitze insgesamt | 20   | 20   | 20   | 20   |
| CSU             | 7    | 10   | 9    | 11   |
| Junges Dorf     | 5    | 5    | 4    | 2    |
| FWG             | 4    | -    | 7    | 5    |
| Die Grünen      | 4    | -    | -    | -    |
| FW              | -    | 5    | -    | -    |
| SPD             | -    | -    | -    | 2    |

### Wappen
| | Blasonierung: „Durch drei abgeflachte Spitzen geteilt von Blau und Silber; oben nebeneinander schwebend drei senkrechte goldene Rauten, unten ein waagrechter, gestümmelter schwarzer Ast, aus dem drei rote Flammen schlagen.“ |
| Wappenbegründung: Der brennende Ast über den Bergspitzen ergibt ein redendes Bild für den von Brandrodung auf einem Berg und dem Gebirgszug Brandenberg hergeleiteten Gemeindenamen. Der brennende Ast ist zugleich eine Übernahme aus dem Wappen der Herren von Brannenburg, die im 12. und 13. Jahrhundert zunächst in enger Beziehung zu den Grafen von Falkenstein, dann zu den wittelsbachischen Herzögen standen und die Burgherrschaft von Brannenburg innehatten. Die drei Rauten sind Elemente aus dem Wappen der Darchinger (Tarchinger) von Mooseck, die im 14. und 15. Jahrhundert als Inhaber des in der Herrschaft Falkenstein gelegenen Sitzes Mooseck nachweisbar sind. Die Farben Blau und Gelb sind die Farben der Grafen von Falkenstein und erinnern an deren Herrschaft bis Mitte des 13. Jahrhunderts. Auch die bis 1978 selbstständige Gemeinde Großbrannenburg führte unter anderem auf Brandrodung verweisende rote Flammen in dem 1968 angenommenen Wappen, das mit der Eingemeindung gegenstandslos wurde. | |

## Verkehr

### Bahnverkehr
Die Gemeinde liegt an der Bahnstrecke Rosenheim–Kufstein (Eisenbahnachse Berlin–Palermo). Der Bahnhof Brannenburg wird stündlich von der Bayerischen Regiobahn in Richtung München und Kufstein angefahren. Hinzu kommen zeitweise Halte des ICE. Ebenfalls beginnt im Ortsteil Milbing die Wendelsteinbahn, eine Zahnradbahn, die früher vom Bahnhof Brannenburg auf den Gipfel des Wendelsteins fuhr. Der Streckenabschnitt zwischen dem Brannenburger Bahnhof und der Talstation Waching wurde 1961 aufgegeben.

### Straßenverkehr
Brannenburg liegt an der Inntalautobahn A 93 und kann über die Ausfahrten Brannenburg und Reischenhart erreicht werden. Des Weiteren führt eine Verbindungsstraße über das Sudelfeld zur Bundesstraße 307 in Richtung Bayrischzell. Kufstein ist über die Autobahn A 12 und A 93 etwa 20 Kilometer entfernt, Rosenheim über die A 93 und B 15 etwa 15 Kilometer.

### Busverkehr
Brannenburg ist mit fünf bzw. sechs (Wendelstein-Ringlinie, fährt nur zwischen Mai und November) Buslinien des Verkehrsbetriebes Regionalverkehr Oberbayern angeschlossen. Durch die Linien 50, 52, 9572, 9573 und 9574 bestehen Verbindungen nach Raubling, Nussdorf am Inn, Kufstein, Kiefersfelden, Oberaudorf, Flintsbach, Rosenheim, Neubeuern und Rohrdorf sowie mit der Wendelstein-Ringlinie nach Bayrischzell, Fischbachau und Bad Feilnbach.

## Kultur

### Künstlerkolonie

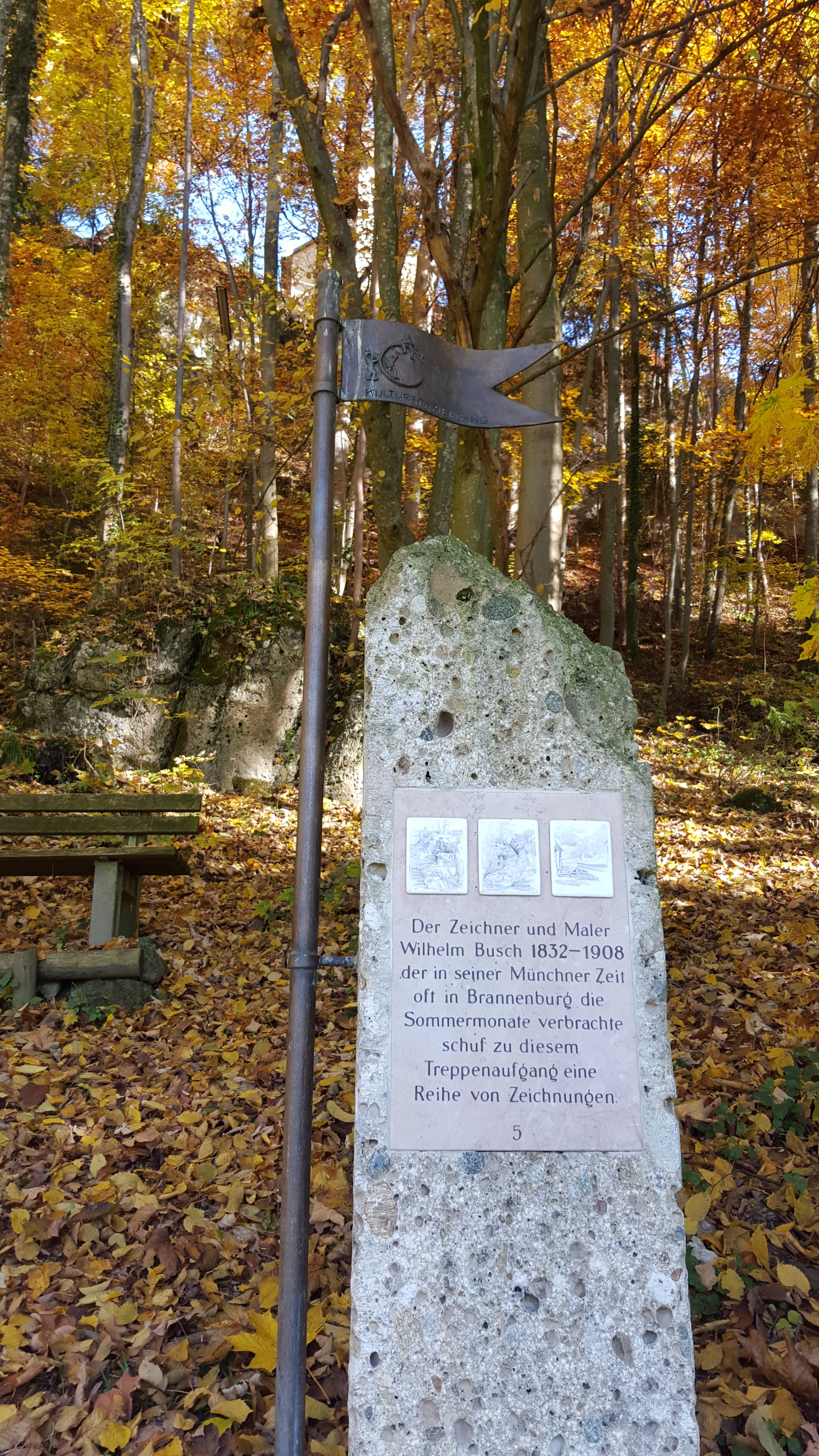
Neue Künstlerkolonie Brannenburg – Streifzüge Kultur: Station 5

Der Historiker Lorenz von Westenrieder hat die Gegend um Brannenburg als geeigneten Ort für Landschaftsmaler entdeckt. Gemäß seinen Tagebuchaufzeichnungen besuchte er 1780 das Schloss Brannenburg als Gast von Maximilian V. Graf von Preysing-Hohenaschau. Als erster Künstler besuchte der Maler und spätere Galeriedirektor Johann Georg von Dillis das Inntal bei Brannenburg. Nachweislich haben sich etwa 400 Künstler im 19. Jahrhundert in Brannenburg aufgehalten. Von einer Brannenburger Künstlerkolonie kann man für den Zeitraum von 1840 bis 1860 sprechen. 
Zahlreiche Persönlichkeiten wie Christian Mali, Theodor Pixis, Wilhelm Busch, Max Liebermann, Ernst Maria Fischer, Georg Sauter, Karl Caspar, Maria Caspar-Filser, Walter Schnackenberg und die Baumeister Dientzenhofer hatten ihren zeitweiligen Aufenthalt oder Lebensmittelpunkt in Brannenburg. 
Die Neue Künstlerkolonie Brannenburg e. V. (gegr. 1999) möchte diese Vergangenheit wieder näher bringen und gleichzeitig bewusst machen, dass in Brannenburg und Umgebung noch reges Kunstschaffen stattfindet. Die Geschichte der ehemaligen Künstlerkolonie kann in einem geführten Kulturspaziergang vermittelt werden.

### Musikschule Brannenburg
Seit 2009 gibt es die Musikschule Brannenburg als Zweigstelle der Musikschule Rosenheim. Der Unterricht für verschiedene Instrumente und Musikalische Grundfächer findet vorwiegend in den Räumlichkeiten der Maria-Caspar-Filser-Schule statt. Die Schülerinnen und Schüler bringen sich im musikalischen Leben der Gemeinde ein und zudem finden jährlich eigene Schülerkonzerte statt.

### Brannenburger Kirchenkonzerte
Die Brannenburger Kirchenkonzerte finden regelmäßig in der evang. Michaelskirche in Brannenburg statt. Der Münchner Organist Wolfgang Zoubek gestaltete im Februar 1999 ein Benefizkonzert zu Gunsten der neuen Orgel in Raubling, seither entwickelten sich die Konzerte zu einer festen Reihe. Häufig musizieren regionale Künstler wie das Münchener Flötenensemble, Rebekka Höpfner (Orgel) oder das Chiemgauer Saitenensemble. Bekannte Musiker wie die klassischen Pianisten Benjamin Moser und Christoph Declara, der Saxophonist Mulo Francel und der Jazz-Pianist Chris Gall haben in dieser Reihe konzertiert. Auch weitgereiste Künstler, wie das Rostocker Nonett und Prof. Gerald Kraxberger (Klarinette) von der Bruckner Universität in Linz sind regelmäßig zu Gast. Die Konzerte dauern in der Regel eine bis eineinhalb Stunden und haben keine Pause. Der Eintritt zu den Konzerten ist frei, um einen Beitrag für die Musikerinnen und Musiker wird aber gebeten.

### Bergkirchen
Bergkirchen sind Kirchen an bevorzugten Wanderwegen, Aussichtspunkten oder hochgelegenen großen Einödhöfen im Gebirge. Meistens als Filialkirchen tiefer gelegener Gemeinden oder Klöster erbaut, dienen diese Kirchen oft als Wallfahrtskirchen und ermöglichen Wanderern und Bergbauern den Besuch des sonntäglichen Gottesdienstes. Viele dieser Kirchen wurden in früheren Zeiten von Eremiten betreut.
In Brannenburg gibt es die Bergkirchen:
- Schwarzlack, 1659 als hölzerne Kapelle erwähnt und 1751 als Wallfahrtskirche errichtet
- St. Margarethen, 1445 erstmals urkundlich erwähnt
- Wendelsteinkirche, erbaut 1889, in der Nähe der Bergstation von Zahnradbahn und Gondelbahn

### Sport
Der TSV Brannenburg ist ein ortsansässiger Mehrspartensportverein, der die Sportarten Basketball, Fußball, Handball, Kun-Tai-Ko, Leichtathletik, Ski, Stockschützen, Tischtennis, Triathlon, Turnen und Volleyball anbietet.
Handball: Die Handballabteilung des TSV nimmt mit Herren-, Damen- und 15 Nachwuchsmannschaften am Spielbetrieb des Bayerischen Handballverbandes (BHV) teil. Das Frauenteam des TSVB spielt, nach dem Gewinn der oberbayerischen Meisterschaft, in der Oberliga Bayern 2024/25.

## Bildung
In Brannenburg gibt es das Ver.di Bildungszentrum Haus Brannenburg.

## Sehenswürdigkeiten
- Pfarrkirche Mariä Himmelfahrt
- Kirche St. Margarethen
- Schloss Brannenburg
- Donnerbauer-Hof: Einfirsthof, erbaut Mitte des 18. Jahrhunderts, mit charakteristischem Eckerker im Erdgeschoss

## Persönlichkeiten
- Jaid Barrymore (* 1946), Mutter von Drew Barrymore (* 1975)
- Lars (*  1989) und Sven Bender (* 1989), Profi-Fußballspieler
- Karl Caspar (1879–1956), Maler
- Maria Caspar-Filser (1878–1968), Malerin
- Christoph (1655–1722), Johann (1663–1726) und Leonhard Dientzenhofer (1660–1707), Baumeister und Architekten
- Josef Dostthaler (* 1965), Bobfahrer
- Adolf Grimme (1889–1963), deutscher Kulturpolitiker, erster niedersächsischer Kultusminister und Generaldirektor des Nordwestdeutschen Rundfunks (NWDR), Träger des Großen Bundesverdienstkreuzes mit Stern
- Bernt von Heiseler (1907–1969), Schriftsteller
- Roland Leistner-Mayer (* 1945), Komponist, lebt in Brannenburg
- Rainer Malkowski (1939–2003), Lyriker; er lebte von 1972 bis zu seinem Tod in Brannenburg.
- Clemens Mayer (* 1985), Gedächtnisweltmeister 2005 und 2006
- Julius Mayr (1855–1935), Arzt, Schriftsteller und Alpenvereinsfunktionär, Freund und Biograph Wilhelm Leibls, vehementer Kritiker des Nationalsozialismus
- Erdal Merdan (1949–2010), Theater- und Hörspielautor sowie Schauspieler und Regisseur
- Viktor Schenkel (* 1954), Schauspieler
- Walter Schnackenberg (1880–1961), Maler, Plakatkünstler, Karikaturist
- Leonhard Schweiberer (1930–2017), Chirurg mit Schwerpunkt Unfallchirurgie und ehemaliger alpiner Skirennläufer
- Maximilian Steinbeis (* 1970), Schriftsteller
- Otto von Steinbeis (1839–1920), Erbauer der Wendelsteinbahn
- Alexander Stephan, eigentlich Gunnar Warner, (1945–2011), Schauspieler

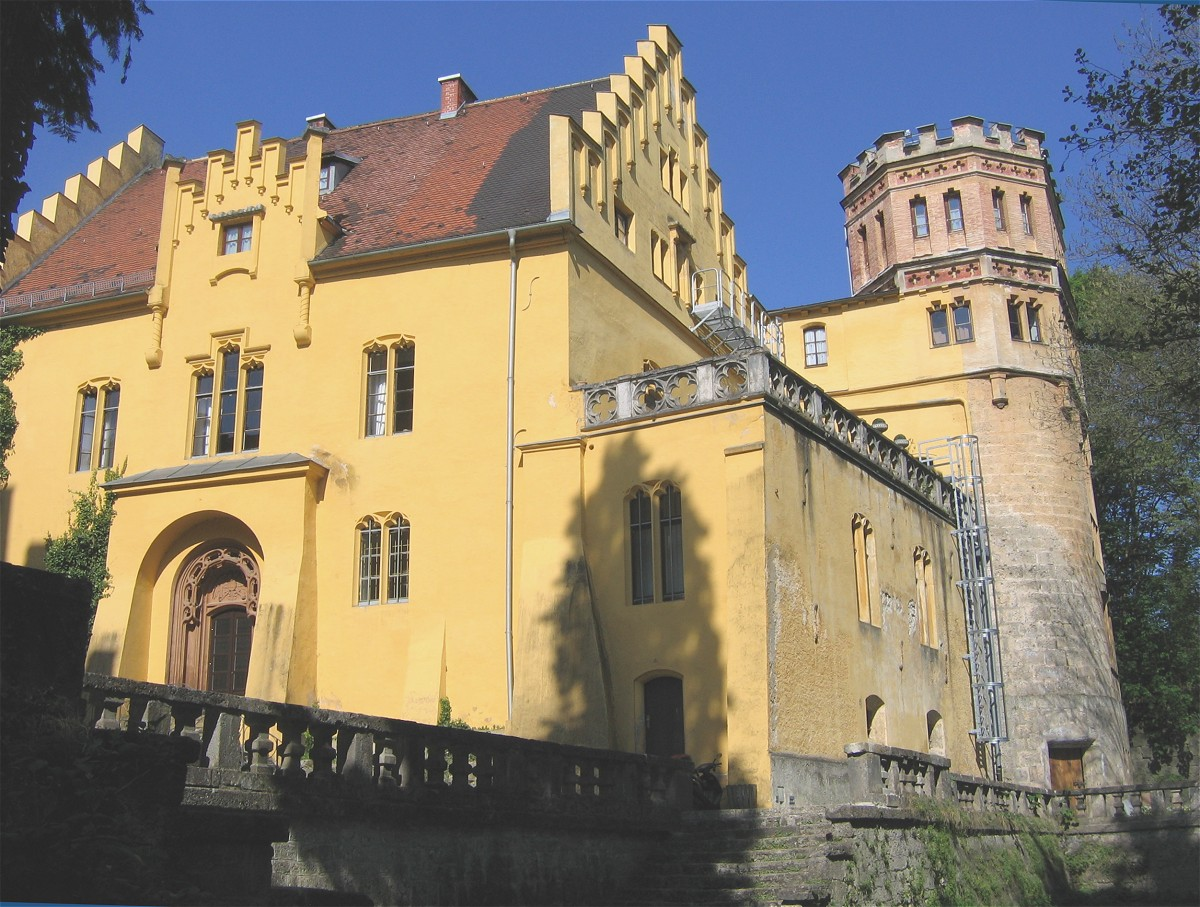
Schloss Brannenburg
Blick über Brannenburg zum Kranzhorn, Großen Madron und Riesenberg (von links)
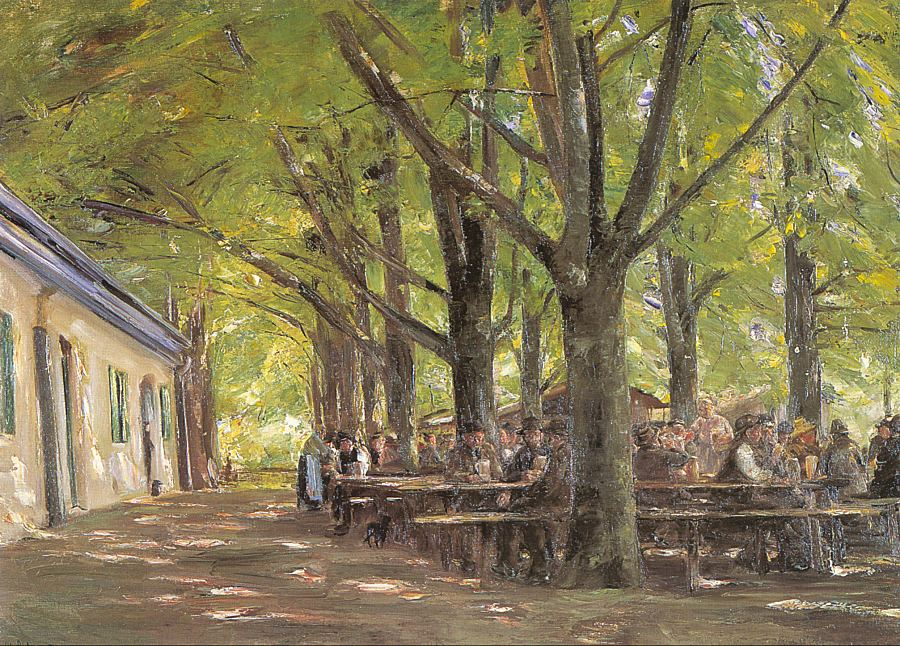
Max Liebermann: Brannenburger Biergarten, 1893
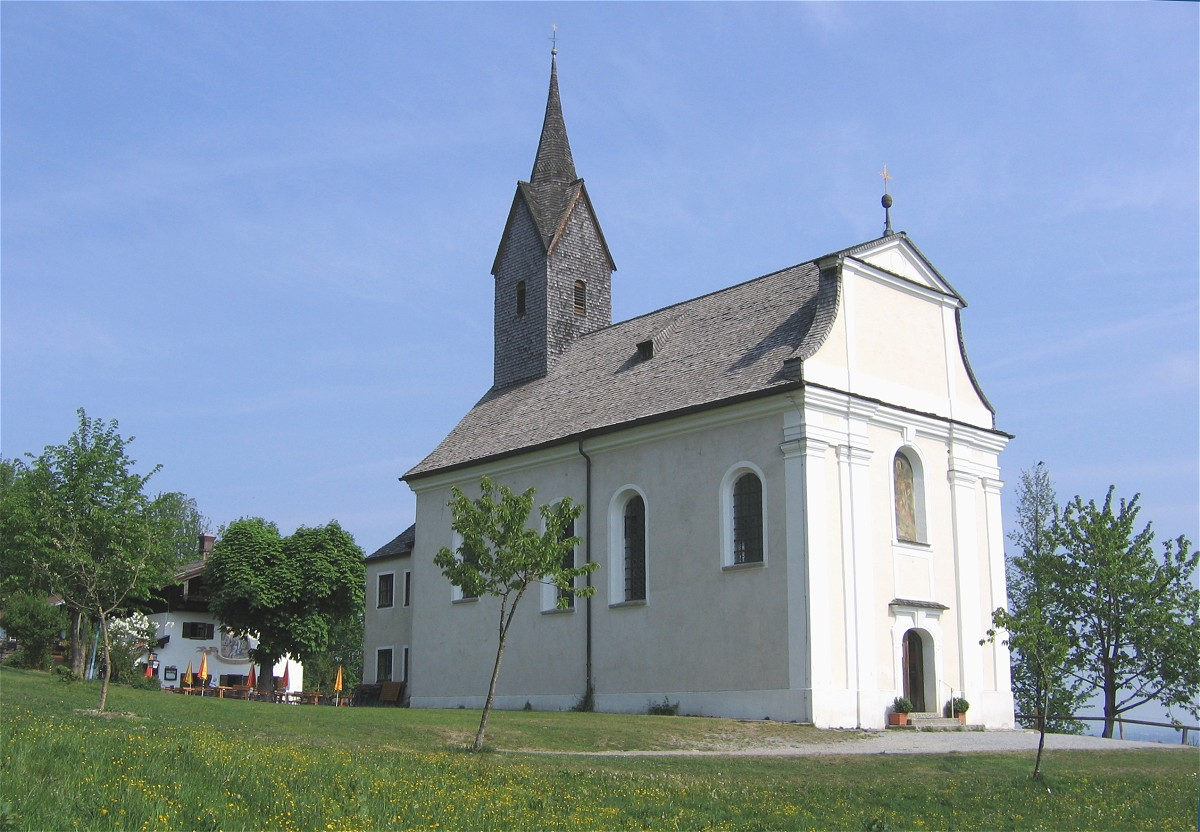
Wallfahrtskirche Schwarzlack
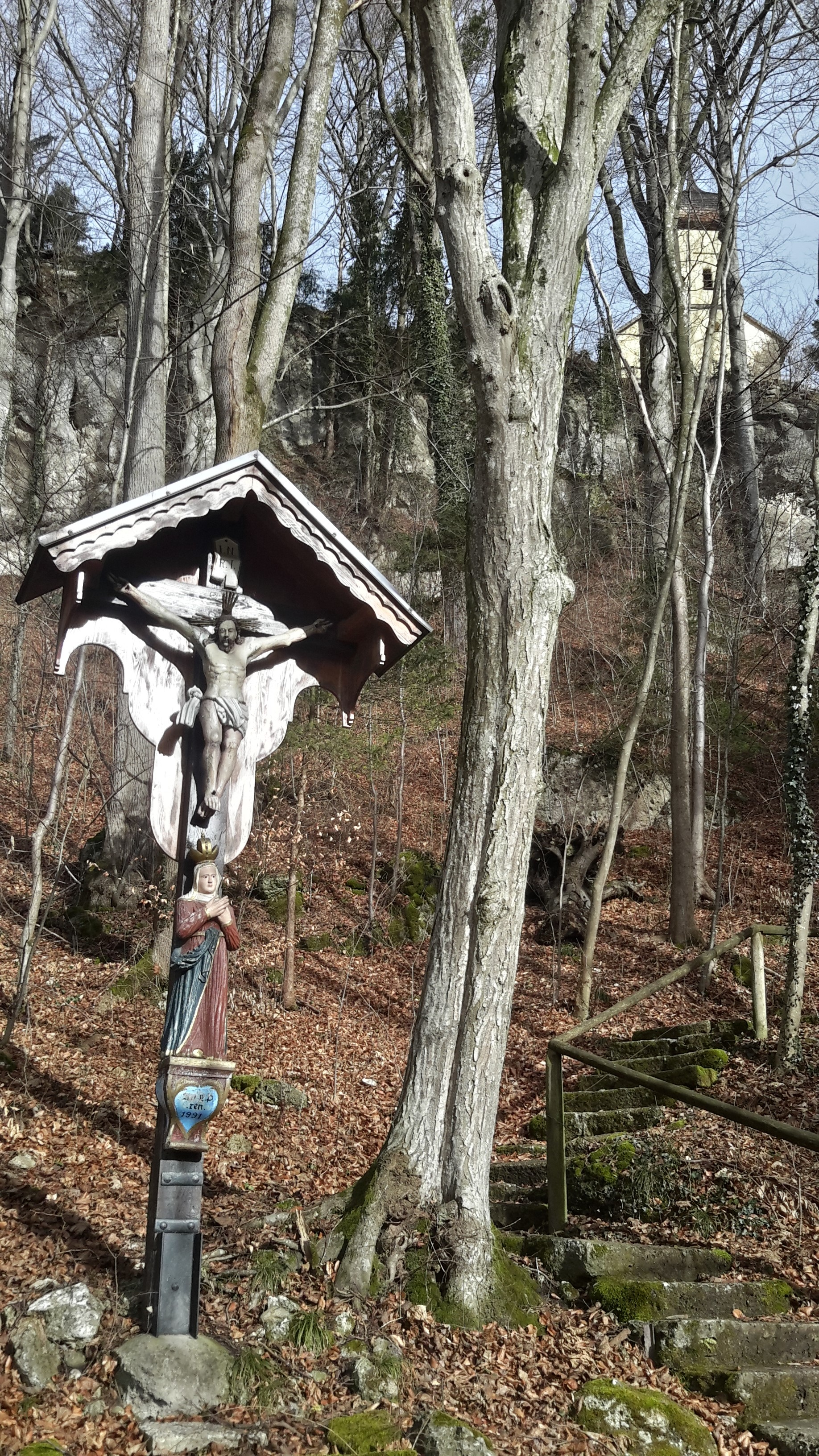
Untere Treppe hinauf zur Wallfahrtskirche St. Maria Magdalena auf der Biber
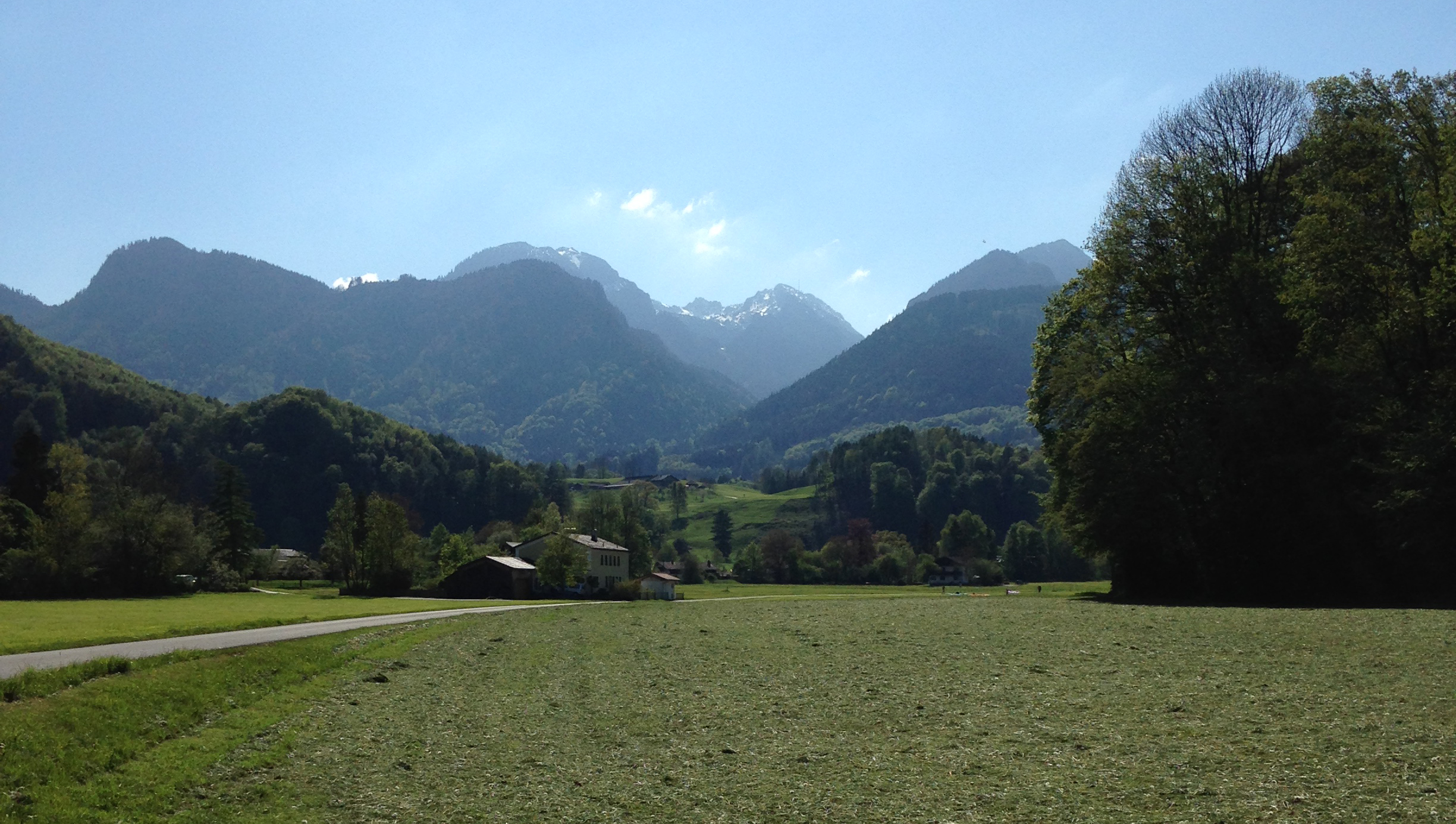
Ausblick auf den Wendelstein und das Mangfallgebirge vom Fuße der Biber
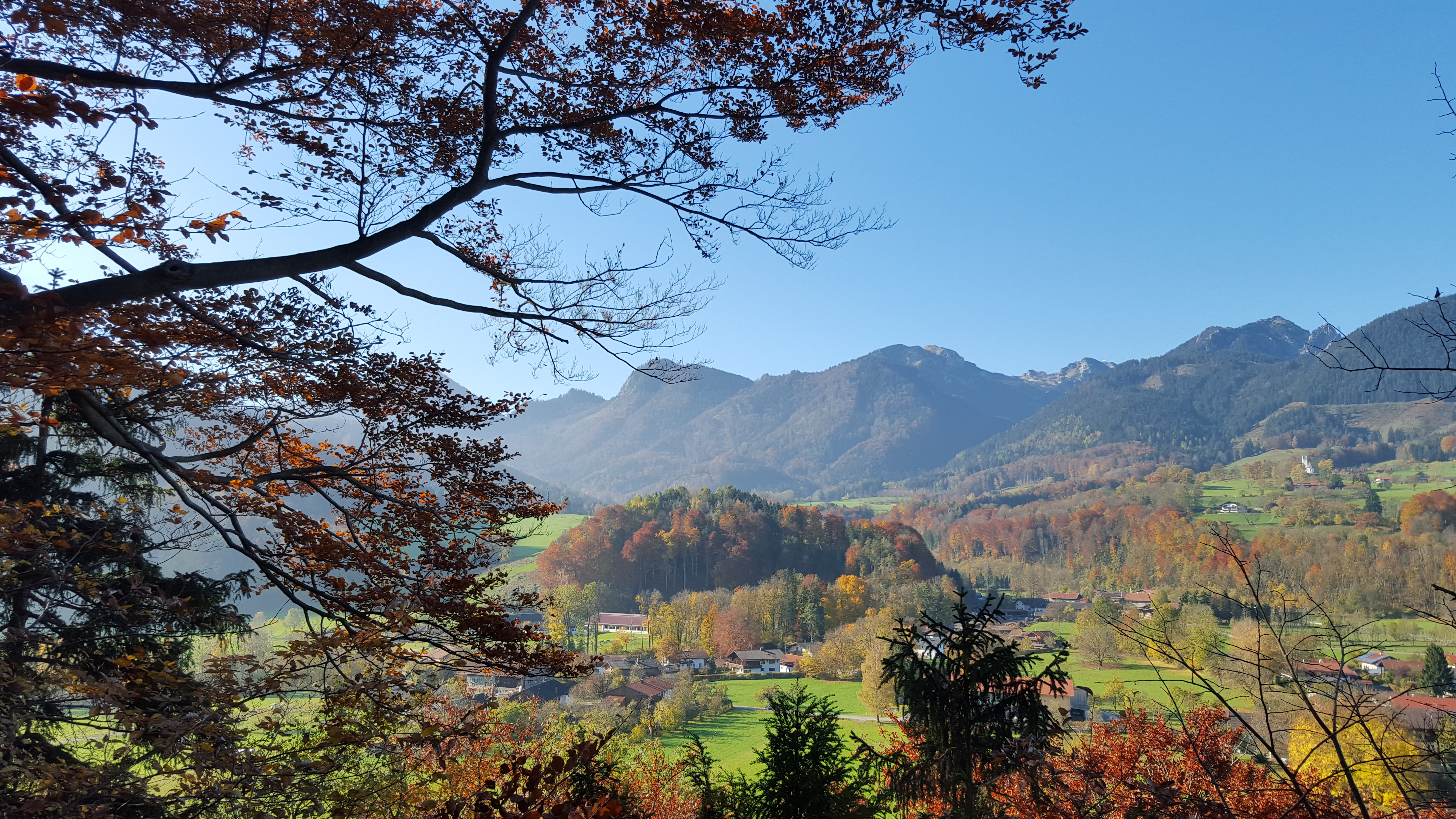
Blick von der Biber Richtung Wendelstein – rechts auf halber Höhe St. Margarethen
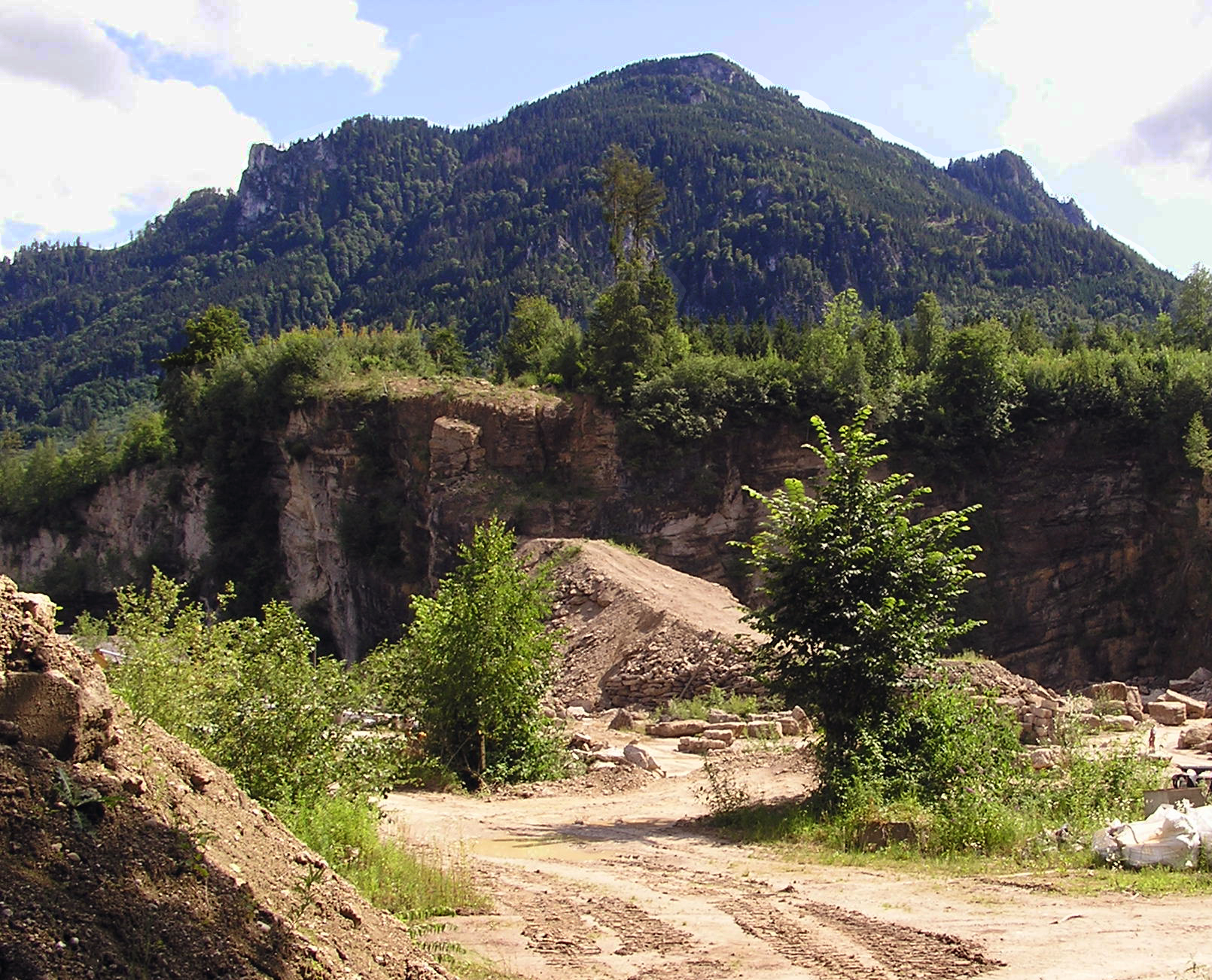
Nagelfluhabbau an der Biber – im Hintergrund der Riesenkopf
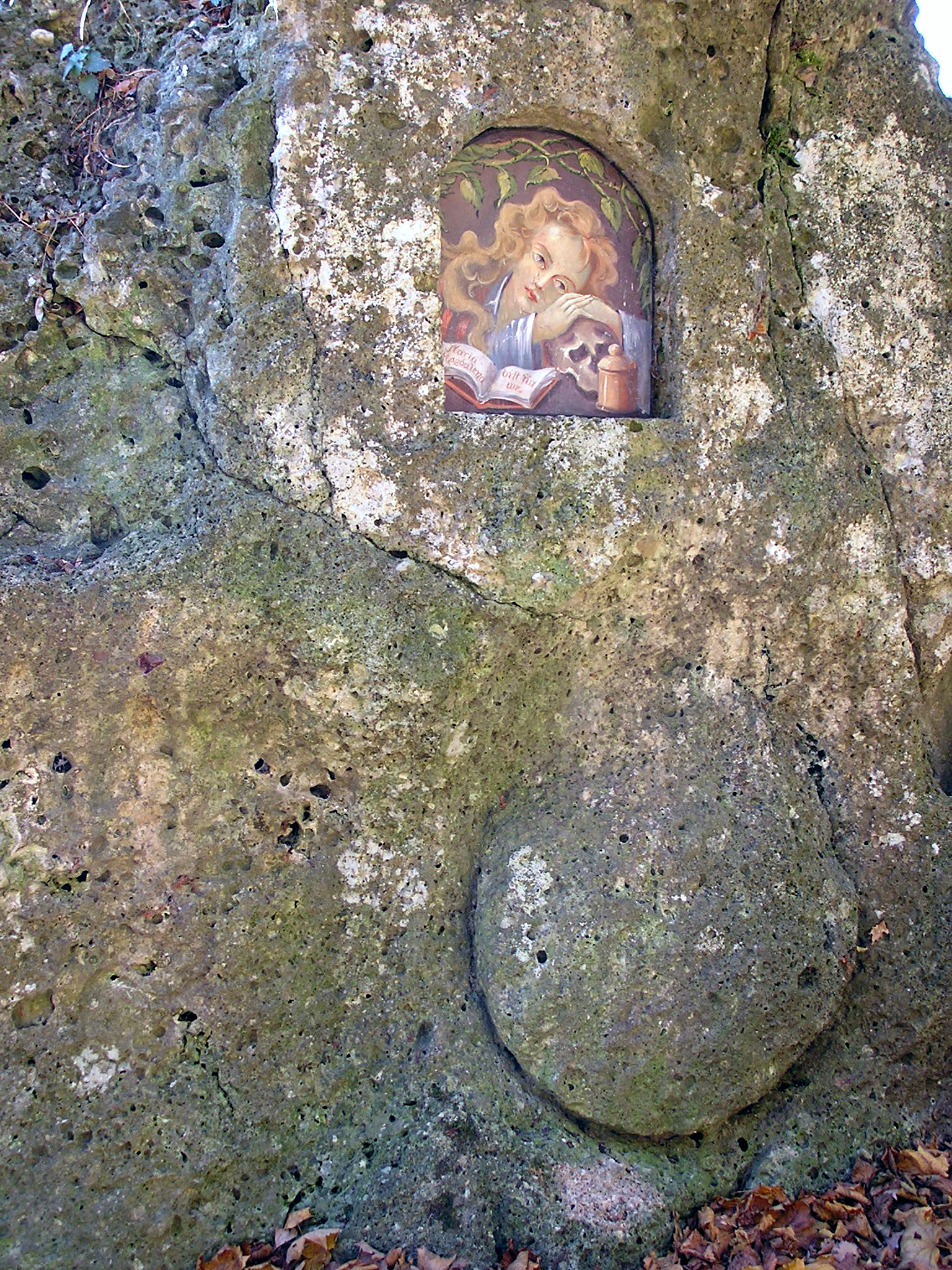
An einem Abbruchfelsen erkennt man heute noch sichtbare Spuren des Mühlsteinabbaus